# 南カフカース鉄道
南カフカース鉄道(みなみカフカースてつどう、アルメニア語: Հարավկովկասյան երկաթուղի, ロシア語: Южно-Кавказская железная дорога)はアルメニアにおいて鉄道を運行する事業者であり、ロシア鉄道が100%出資している。

## 概要
2008年2月13日にアルメニア政府はアルメニア国鉄をロシア鉄道に移管する協定に署名した。協定は30年間有効であり、双方の合意の下に10年ごとに更新することが可能である。アルメニア国鉄の約4,300人の鉄道従業員は定年退職者を除いて20%昇給の上で南カフカース鉄道に引き継がれた。南カフカース鉄道はアルメニアの5大企業の一つであり、国家全体の経済成長にも直接的に影響を与えた。

## 路線

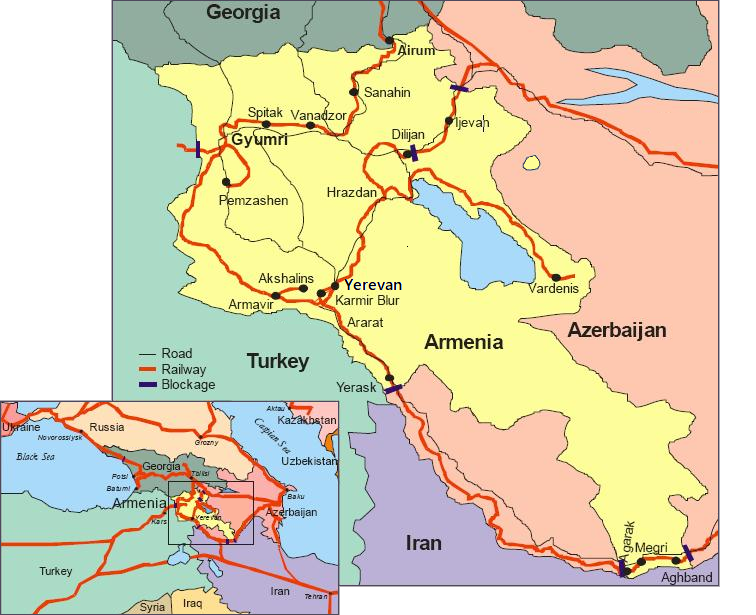
アルメニア国内の鉄道路線図

軌間は旧ソビエト連邦の共通軌間、1520mm（広軌）である。
- エレバン - トビリシ間（ジョージア国の首都）
- エレバン - ギュムリ間
- エレバン - アララト間
- エレバン - ミアスニキアン（英語版）間（アラス駅 (Araks railway station)）
- エレバン - エラスフ（英語版）間

## 国際列車
国際列車はトビリシとの間に運行されているのみである。
- アゼルバイジャン：国境閉鎖中、同一軌間（1520mm）
- ジョージア：国境通過可能、同一軌間（1520mm）でありトビリシとの間に国際列車が2日に1便運行
- イラン：国境閉鎖中（アゼルバイジャンの飛び地ナヒチェヴァン自治共和国を経由するため）、イラン国鉄は標準軌（1435mm）であり軌間も異なる。
- トルコ：1993年以降は国境閉鎖中、トルコ国鉄は標準軌（1435mm）であり軌間も異なる。